# Alfonso, Cavite
Alfonso là một đô thị hạng 3 của tỉnh Cavite, Philippines. Theo điều tra dân số năm 2007 của Philippines, đô thị này có dân số 47.973 người với diện tích 70 km2.

## Các đơn vị dân cư
Alfonso được chia thành 32 khu dân cư (khu phố) (barangay).
| - Barangay I (Pob.) - Barangay II (Pob.) - Barangay III (Pob.) - Barangay IV (Pob.) - Barangay V (Pob.) - Amuyong - Buck Estate - Esperanza Ibaba - Esperanza Ilaya - Kaytitinga I - Luksuhin Ilaya - Luksuhin Ibaba - Mangas I | - Marahan I - Balubad - Matagbak I - Pajo - Sikat - Sinaliw Malaki - Sinaliw na Munti - Sulsugin - Taywanak Ibaba - Taywanak Ilaya - Upli - Kaysuyo | - Palumlum - Bilog - Esperanza Ilaya - Kaytitinga II - Kaytitinga III - Mangas II - Marahan II - Matagbak II (Putol) - Santa Teresa (Pulyok) |